# Northwick Park (métro de Londres)
Northwick Park (en anglais : Northwick Park tube station ou Northwick Park Underground Station), est une station de la ligne Metropolitan du métro de Londres, en zone 4 Travelcard. Elle est située sur la Northwick Avenue, à Kenton, sur le territoire du borough londonien de Brent, dans le Grand Londres.

## Situation sur le réseau
La station Northwick Park de la ligne Metropolitan du métro de Londres est située entre la station Harrow on the Hill, en direction des terminus de branches Uxbridge, Watford, Amersham, Chesham, et la station Preston Road en direction du terminus Aldgate. Elle dispose de six lignes qui encadrent trois quais centraux numérotés : 1-2, 3-4 et 5-6.

Plans : de la ligne, du réseau du métro et des transports à Londres
Metropolitan line.
Plan du métro.
Réseaux de Londres.

## Histoire
La station de Northwick Park est mise en service le 19 juillet 1923.

## Services aux voyageurs

### Accès et accueil
L'accès principal de la station est situé sur la Northwick Avenue, à Kenton.

### Desserte
Northwick Park est desservie par les rames de la ligne Metropolitan du métro de Londres circulant sur les relations : Uxbridge Amersham, ou Chesham, ou Watford,  et Baker Street ou Aldgate.

Installations
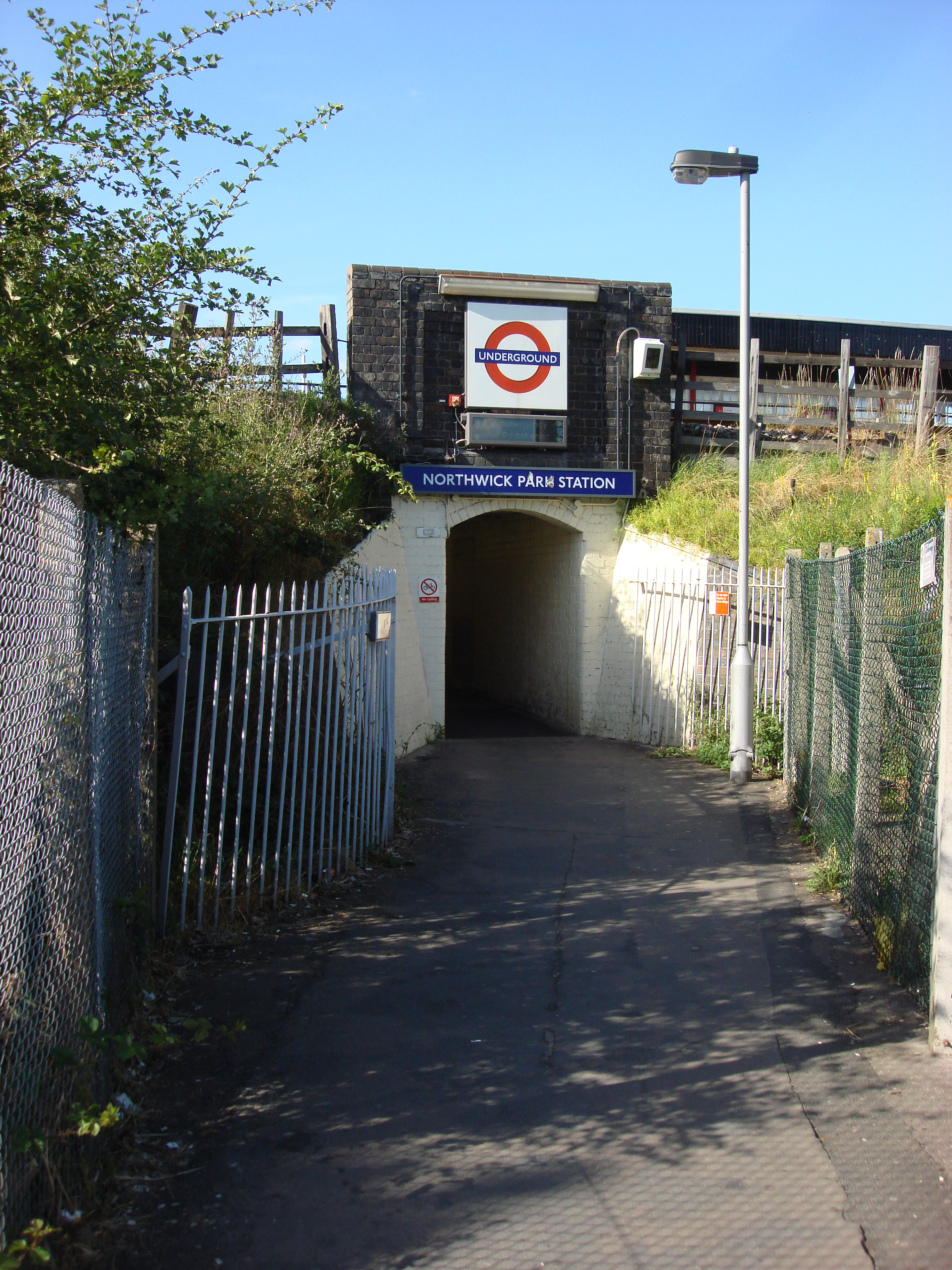
Entrée sud.
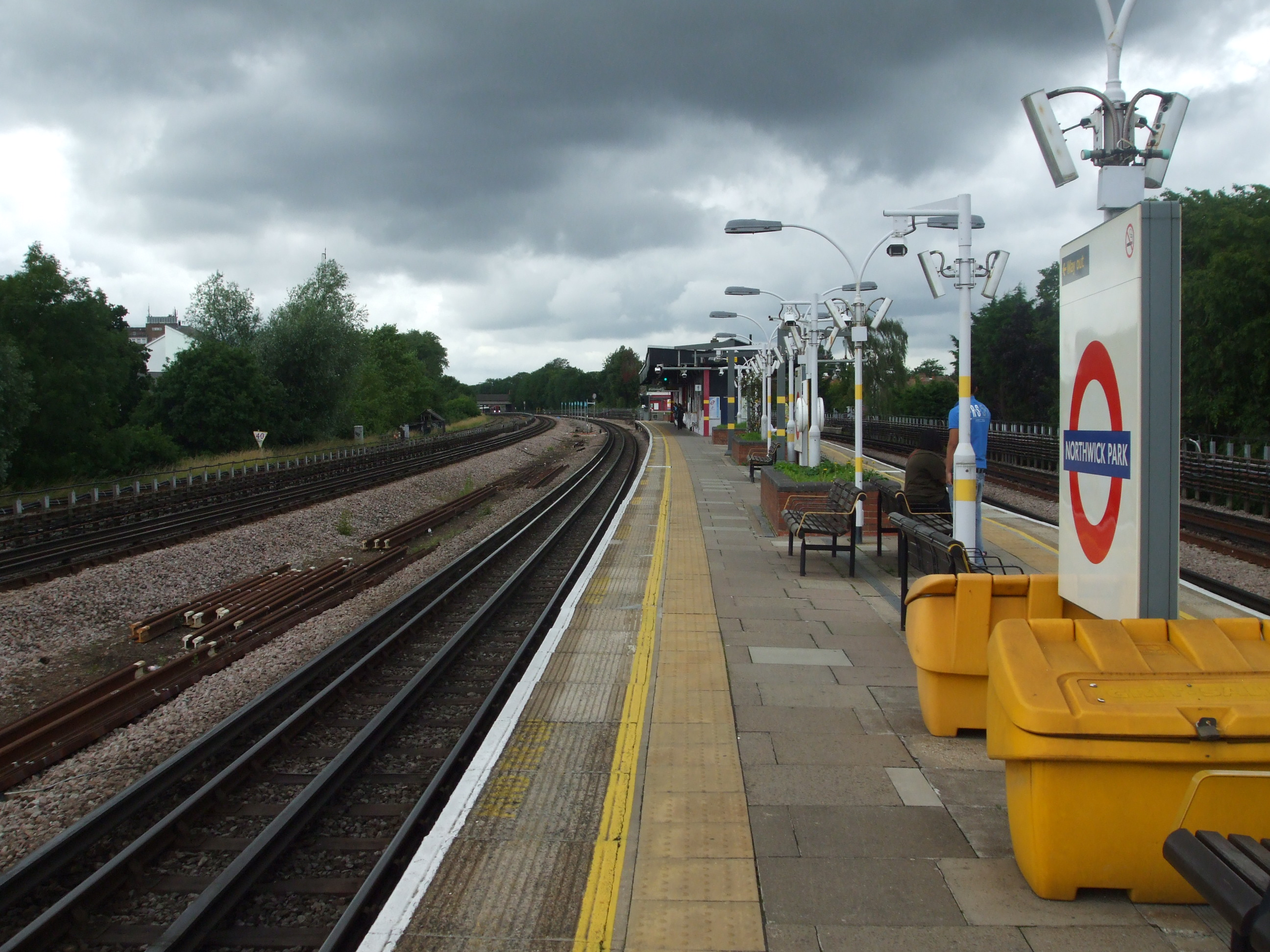
Quai nord.
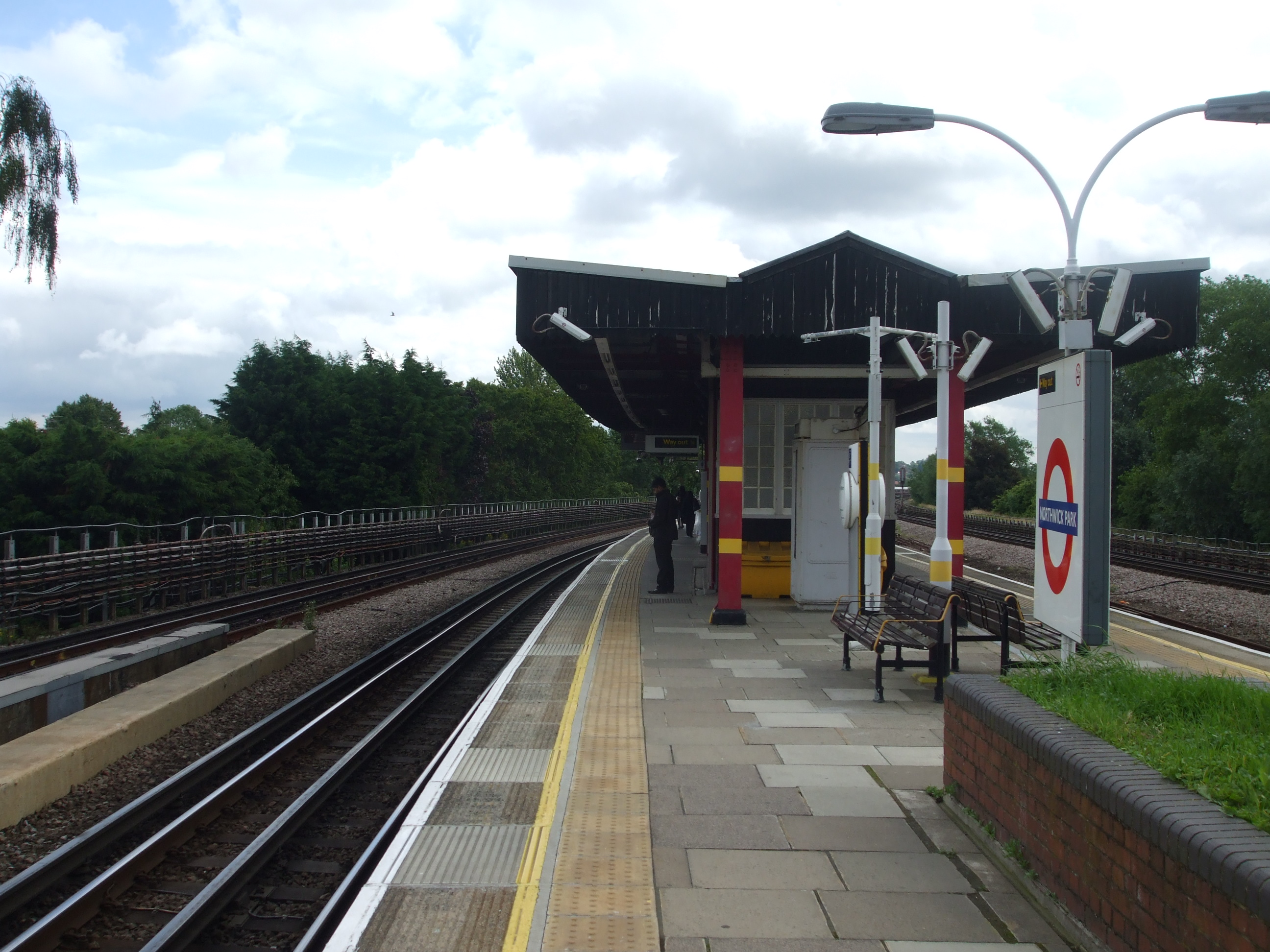
Quai sud.

### Intermodalité
La station est desservie par des lignes des autobus de Londres : H19 et H18.

## À proximité
- Kenton